# Luca Tentoni
Luca Tentoni (Roma, 30 maggio 1966) è un giornalista e saggista italiano. È editorialista (si occupa di politica interna, questioni istituzionali e sistemi elettorali) della Gazzetta di Parma, del Giornale di Brescia, del periodico Mentepolitica. Collabora col mensile Mondoperaio e con il Mulino (rivista). È componente della Società Italiana di Studi Elettorali (SISE), della Società Italiana di Scienza Politica (SISP) e della Società italiana per lo studio della storia contemporanea (SISSCO). Studia prevalentemente il comportamento elettorale degli italiani, alla luce dei mutamenti istituzionali, sociali, storici ed economici.

## Biografia
Si è laureato con lode in Scienze Politiche alla Libera università internazionale degli studi sociali Guido Carli (Luiss) di Roma il 10 marzo 1989, indirizzo di Governo e amministrazione, con una tesi in Analisi del sistema politico italiano sulla storia del dibattito sulla regolamentazione giuridica dei partiti politici (relatore Alberto Sensini, correlatore Paolo Ungari). Ha svolto attività come borsista e cultore della materia alla Libera università internazionale degli studi sociali Guido Carli nel corso degli anni Novanta. Ha iniziato la sua attività giornalistica alla Voce Repubblicana (1982-1989). È stato prima capo della redazione politica, poi vicedirettore del mensile di studi giuridico-politici “Parlamento” (1988-’92). Ha lavorato come funzionario presso il Gruppo Ferruzzi Montedison (1989-’91). È iscritto all'Ordine dei giornalisti dal 1990. Ha collaborato con il Giornale radio Rai (1993-1997). Ha diretto il servizio Internet di divulgazione giuridica Giuffrè “Il diritto di tutti” (2002-2015). È stato (2012-2015) consigliere nazionale del Partito Repubblicano Italiano (PRI), cooptato come studioso indipendente di area liberal-democratica. È stato editorialista per l'Agenzia Giornali Associati (Aga: 1993-2015, poi LaPresse, 2015-2017).

## Opere
Fra le sue principali pubblicazioni:
- Elezioni ed elettori e I sistemi elettorali, in La democrazia. Concetti, attori, istituzioni, a cura di Marco Almagisti e Paolo Graziano (Carocci, 2024)
- Le elezioni regionali in Italia (Il Mulino, 2020)
- Le stagioni dell'incertezza (Mentepolitica, 2020; prefazione di Paolo Pombeni)
- Le elezioni europee in Italia (Il Mulino, 2019)
- Il voto europeo nei capoluoghi di regione (Atti del convegno SISP di Genova "Europa al voto - Tra sfida nazionalista ed europeista", luglio 2019 - in corso di pubblicazione)
- Alle radici del voto del 1946 nei capoluoghi di provincia (Atti del convegno SISSCO di Teramo "I territori della Repubblica", pubblicato in "Nascita, storie e memorie della Repubblica" - terzo volume - "Geografie del voto e istituzioni", Viella 2020)
- Capitali regionali (Il Mulino, 2018)
- Le elezioni comunali del 2017 (Mentepolitica, 2017)
- La lunga transizione (Mentepolitica, 2016)
- Le elezioni comunali del 2016 nei capoluoghi di regione (Mentepolitica, 2016)
- Brevi cenni sulla Repubblica (Mentepolitica, 2015)
- Maggio 2015: elezioni regionali e sistema politico italiano: una analisi (Mentepolitica, 2015)
- L'Italia di Weimar (2014, prefazione di Stefano Folli)
- Federalismo, autonomie e forme di governo (Roma, Dipartimento affari regionali, 2002)
- Verso il referendum del 21 maggio 2000: governo, partiti, frammentazione parlamentare (Giuffrè, 2000)
- Istituzioni e politica (collaborazione al volume di Guglielmo Negri, Le Monnier, 1999)
- Scienze sociali e diritto pubblico nell’Enciclopedia del diritto Giuffrè: un’analisi statistica (in “Enciclopedie e scienze sociali nel XX secolo”, Franco Angeli, 1999)
- Il dibattito alla Costituente sulle Forze armate (1999, Commissione italiana di storia militare, Atti del Convegno del 1997 “Le Forze Armate dalla scelta repubblicana alla partecipazione atlantica”)
- La Camera delle Regioni nel dibattito alla terza Commissione Bicamerale per le riforme (Rivista “Funzione Pubblica”, 1998)
- Bicameralismo e rappresentanza delle comunità locali negli Stati federali: un’analisi comparata (Rivista “Funzione Pubblica”, 1998)
- Legge sulla privacy e tutela dell’identità personale (Giuffrè, 1997)
- L'Italia fra Prima e Terza Repubblica (Acropoli, 1997)
- Riforme istituzionali in Italia e modelli di riferimento (Giuffrè, 1996);
- La novità del maggioritario alla prova delle urne (Giuffrè, 1994)
- Le grandi leggi elettorali italiane (un saggio a corredo di ciascun capitolo del testo, curato da Mario D’Addio e altri, fra i quali Carlo Ghisalberti, Fulco Lanchester e Guglielmo Negri, Colombo, 1994)
- Fra consenso e crisi – L’Italia elettorale dopo il 5 aprile (Acropoli, 1993)
- Gli strumenti per cambiare – viaggio nei sistemi elettorali (Acropoli, 1991)
- Società e Forze Armate (curatore e coautore, con Pasquale Bandiera e altri, Gangemi, 1991)
- Il rebus elettorale (intervento - Atti del dibattito pubblicati dal Centro studi Nuova ricerca, a cura di Andrea Manzella, 1990)
- Il voto nel meridione d'Italia: analisi delle variabili sociali, economiche e politiche (nel volume di Antonio Landolfi “Il socialismo meridionale, dalle origini agli anni ‘80”, Intereditora edizioni, 1988)
- I sistemi elettorali (in Annali dell'Istituto Ugo La Malfa, 1987)